# 桐生市立西小学校
桐生市立西小学校（きりゅうしりつ にししょうがっこう）は、群馬県桐生市小曽根町にある公立小学校。

## 概要

### 所在地
- 群馬県桐生市小曽根町（小曾根町）1番9号
  - 町名は、正式な表記は「曾」であるが、普段は「曽」を用いる。東武電鉄宇都宮線の江曽島駅などと同様である。

## 沿革
- 1874年（明治7年）1月 - 安楽土学校（現：桐生市立東小学校）が開校する。
- 1879年（明治12年）3月 - 安楽土学校の西分校が開校する。
- 1880年（明治13年）3月 - 安楽土西学校として独立・開校する。
- 1886年（明治19年）5月 - 桐生小学校と統合する。
- 1890年（明治23年）4月 - 桐生西尋常小学校が開校する。
- 1921年（大正10年）3月1日 - 山田郡桐生町が市制施行。桐生市桐生西尋常小学校となる。
- 1934年（昭和9年）11月16日 - 昭和天皇が行幸。昭和天皇誤導事件。
- 1939年（昭和14年）4月1日 - 桐生市西尋常小学校と改称する。
- 1941年（昭和16年）4月1日 - 桐生西国民学校と改称する。
- 1947年（昭和22年）4月1日 - 桐生市立西小学校と改称する。
- 1993年（平成5年）2月8日 - 日立市立成沢小学校と姉妹校提携。

## 学区
- 永楽町[1]
- 小曽根町
- 末広町
- 宮前町一丁目
- 宮前町二丁目
- 堤町一丁目
- 堤町二丁目
- 堤町三丁目
- 宮本町一丁目8番～12番
- 宮本町二丁目4番～6番、11番～14番
- 宮本町三丁目9番、10番
- 宮本町
- 本町四丁目314番地～341番地
- 本町五丁目342番地～370番地
- 本町六丁目371番地～373番地

## 学校周辺
- 桐生市立西公民館
- 桐生大学附属中学校・桐生第一高等学校
- 長崎屋桐生店
- 上毛電気鉄道上毛線：西桐生駅
- JR両毛線・わたらせ渓谷鐵道わたらせ渓谷線：桐生駅
- 山手通り
- 新川通り